# Квинто Верчелезе
Квинто Верчелезе (итал. Quinto Vercellese) је насеље у Италији у округу Верчели, региону Пијемонт.
Према процени из 2011. у насељу је живело 367 становника. Насеље се налази на надморској висини од 140 м.

## Становништво
| 1931. | 1936. | 1951. | 1961. | 1971. | 1981. | 1991. | 2001. | 2011. |
| ----- | ----- | ----- | ----- | ----- | ----- | ----- | ----- | ----- |
| 706   | 697   | 733   | 567   | 417   | 479   | 491   | 418   | 400   |